# 瀬田川大橋
瀬田川大橋（せたがわおおはし）は滋賀県大津市瀬田1丁目 - 松原町の瀬田川に架かる国道1号の橋である。

## 概要
全長221 m（メートル）。長さ22 mの橋脚が4基設けられ、完成当時の幅員は9.5 m。その後、幅員は11 mに拡幅されている。中央3径間連続梁で、それ以外は単純梁である。主桁を2本設けた鋼製の箱桁橋として作られた。中央の橋脚の間隔を65 mに広げ、大型観光船を通過できるようになっている。縦断勾配は350分の1、横断勾配は50分の1の放物線を描く線形。基礎として長さ20 mが2基と22 mが4基の計6基の鉄筋コンクリート製の井筒が設けられている。また、橋脚や橋台いずれも鉄筋コンクリート製である。瀬田唐橋のバイパスとして建設され、唐橋の500 m上流に架橋して鳥居川と瀬田大江の間を結ぶ。セメントは4トン積みトラック400台分、鉄は同じく250台分要したといわれる。総工費2億円。地元では瀬田川の景観を壊さないよう「新唐橋」にふさわしいデザインを求め、上部円形・下部角型の手すりや擬宝珠を模した古風な水銀灯が取り付けられた。
瀬田川大橋の取付道路は橋に先立って建設され、西側（大阪側）は350 mの高架道路（石山高架橋）、東側（東京側）は900 mの道路が設けられた。なお、西側の高架道路ははじめ盛土で建設予定だったが、国鉄東海道本線で地域が分断された経験を持つ地元は反対運動を展開したことで高架道路としての建設に変更された。

## 沿革
京都方面から大津市松原町までの区間は1950年（昭和25年）にバイパスが開通したが、名神高速道路が開通していない当時は瀬田町方面へ向かうには瀬田の唐橋を経由しなければならなかった。しかし、当時は瀬田の唐橋は建設から30年以上経過し、老朽化による破損が著しい状態であった。
1958年（昭和33年）4月に工事が開始。特殊な工法によって当時の架橋の常識より少なめの橋脚で建設が進められた。水深が4 m以上と深いところが多いため、鋼矢板で人工島を作るのではなく鉄製の型枠を進水して所定の位置で沈設させる工法によって工費削減と工期短縮を図った。止水基礎の井筒は送気工法により沈下させ、沈下後は井筒周辺は送気管、底面部は底版コンクリートを利用してグラウトを注入した。橋桁は格子構造であり、土木研究所で設計された。現場接手は全てリベットで接合させ、それ以外は工場で溶接した。桁の架設は単純桁は3分割、連続桁は11分割して搬入し、現地でリベット接合して単純桁は1ブロック、連続桁は7ブロックとして組んだ。桁の架設はケーブル工法で行われたが、連続桁の中央径間のブロックはステージング上に吊り下げて架設した。石山高架橋の建設工事では、工事による交通規制や騒音によって売り上げの減少が発生したため、同年6月には地元で国道高架工事被害者協議会が結成し補償の要求を行っている。
瀬田川大橋の開通は1959年（昭和34年）3月である。開通後、瀬田の唐橋は国道1号の指定から外された。
1985年（昭和60年）から1988年（昭和63年）にかけて3.4億円をかけて9.5 mから11 mに拡幅され、橋西側の交差点に対する右折専用車線が追加された。